# Сассокорваро
Сассокорваро (італ. Sassocorvaro) — муніципалітет в Італії, у регіоні Марке,  провінція Пезаро і Урбіно.
Сассокорваро розташоване на відстані близько 210 км на північ від Рима, 85 км на захід від Анкони, 36 км на південний захід від Пезаро, 13 км на північний захід від Урбіно.
Населення — 3487 осіб (2014).

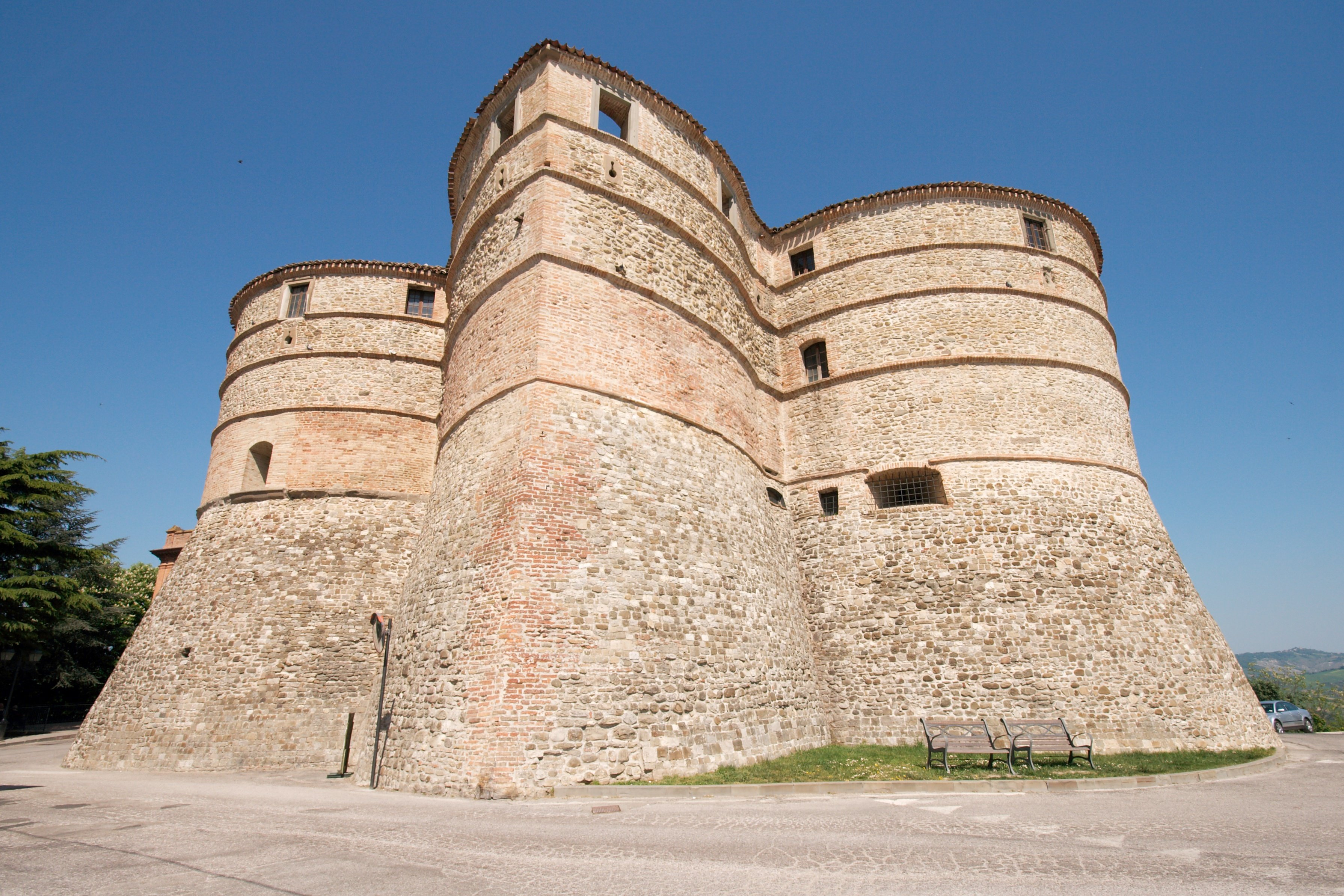

Щорічний фестиваль відбувається 2 липня. Покровитель — святий Іван Хреститель.

## Демографія
Населення за роками:

Станом на 31 грудня 2014 року в муніципалітеті офіційно проживало 412 іноземців з 27 країн, серед них 79 громадян країн Євросоюзу та 16 громадян України.

## Сусідні муніципалітети
- Аудіторе
- Лунано
- Мачерата-Фельтрія
- Меркатіно-Конка
- Монте-Чериньоне
- П'яндімелето
- Таволето
- Урбіно